# Waldez Góes
Antônio Waldez Góes da Silva GCRB • GCMD • GOMM (Gurupá, 29 de outubro de 1961) é um político brasileiro, filiado ao Partido Democrático Trabalhista (PDT) e atual ministro da Integração e do Desenvolvimento Regional do Brasil. Foi governador do estado do Amapá de 2003 a 2010 e de 2015 a 2022, bem como deputado estadual de 1991 a 1999.

## Biografia
Waldez Góes, o mais novo de 16 irmãos, é filho do seringueiro Otacílio Silva e de Isaura Góes. O político, nascido no Pará, chegou ao Amapá ainda criança, e cursou o ensino básico em instituições de ensino da capital, como a Escola Paroquial Padre Dário, o Grupo Amapá, e o colégio Castelo Branco. Em 1981, Waldez voltou para o Pará, na cidade de Castanhal, para iniciar o curso de técnico agrícola, na Escola Agrotécnica Federal de Castanhal, que concluiu no mesmo ano. De volta ao Amapá em 1983, o político iniciou a carreira no serviço público, ocupando por 11 anos o cargo de agente de atividade agropecuária na Assistência Técnica e Extensão Rural do Amapá (Aster), órgão extinto.
Em 1993, Waldez se casou com Marília Góes, que também atua na área política do Amapá, como deputada estadual. Marília também é delegada de Polícia Civil e é mãe de sete filhos com Waldez. Em 1998, após sofrer uma derrota nas eleições para governador do estado do Amapá para João Capiberibe, Waldez Góes passou a morar no Rio de Janeiro. Nesse período, Waldez cursou políticas públicas, na Universidade Federal do Rio de Janeiro e iniciou o curso de direito na Universidade Estácio de Sá. Após dois anos de graduação, Góes não finalizou o curso de direito e voltou ao Amapá, para dar continuidade às atividades políticas.

## Carreira política
Waldez Góes se filiou ao PDT em 1989 e disputou sua primeira eleição em 1990 para o cargo de deputado estadual. O político ganhou a primeira disputa e foi reeleito em 1995, pelo mesmo partido. Concorreu à prefeitura de Macapá em 1996, mas perdeu para Aníbal Barcelos. Também concorreu ao governo do estado em 1998, mas foi derrotado por João Capiberibe, do PSB, no segundo turno. Em 1999, mudou-se para o Rio de Janeiro para colaborar na administração do então eleito governador no Rio, Anthony Garotinho.

### Governo do Amapá e Senado
Voltando para o Amapá, já em 2002, Góes foi eleito governador do estado, após a disputa no segundo turno com Dalva Figueiredo, do PT. Entre 2005 e 2006, Góes foi respectivamente admitido à Ordem de Rio Branco já em seu último grau, a Grã-Cruz suplementar, e à Ordem do Mérito Militar no grau de Grande-Oficial suplementar, ambas concedidas pelo presidente Luiz Inácio Lula da Silva.
Em 2006, foi reeleito em primeiro turno. Deixou o governo do estado no dia 4 de abril de 2010 para concorrer ao cargo de senador, deixando em seu lugar o vice-governador, Pedro Paulo Dias. Com 106.751 votos, ocupou o quarto lugar e foi derrotado por Randolfe Rodrigues, do PSOL, e por Gilvam Borges, do PMDB.
Em 2014, o político foi eleito pela terceira vez ao cargo de governador, vencendo as eleições no segundo turno, com cerca de 220.256 eleitores, contra o candidato Camilo Capiberibe, do PSB. Reelegeu-se em 2018, obtendo cerca de 191.741 votos no segunto turno contra o então senador João Capiberibe.
Em 2020 enfrentou um apagão de vários dias em todo o estado, no qual foi cobrado por ter participado da privatização da Companhia de Eletricidade do Amapá (CEA).

### Ministério da Integração
Em dezembro de 2022, Góes foi anunciado como o ministro da Integração e do Desenvolvimento Regional do terceiro governo Lula. Em junho de 2023, foi admitido pelo presidente Lula ao último grau da Ordem do Mérito da Defesa.

## Desempenho em eleições
| Ano  | Eleição             | Candidato a       | Partido | Coligação                                                                   | Suplentes/Vice        | Votos   | Resultado            |
| ---- | ------------------- | ----------------- | ------- | --------------------------------------------------------------------------- | --------------------- | ------- | -------------------- |
| 1990 | Estaduais no Amapá  | Deputado Estadual | PDT     | PDT(sem coligação)                                                          | —                     |         | Eleito               |
| 1994 | Estaduais no Amapá  | Deputado Estadual | PDT     | Tudo Por Nossa Terra (PSB, PT, PDT, PCdoB, PV)                              | —                     | 2.459   | Eleito               |
| 1996 | Municipal de Macapá | Prefeito          | PDT     | (PDT,PSB,PT,PCdoB, PPS,PMN,PCB,PTdoB)                                       | Dalva Figueiredo (PT) | 24.132  | 2º colocado 1º turno |
| 1998 | Estaduais no Amapá  | Governador        | PDT     | Frente Trabalhista (PDT,PTdoB,PSC)                                          | Papaléo Paes (PSC?)   | 81.122  | 2º colocado 2º turno |
| 2002 | Estaduais no Amapá  | Governador        | PDT     | Unidos pelo Amapá (PDT,PPB,PTB,PPS,PSD,PTdoB,PAN,PSL,PRTB)                  | Pedro Paulo Dias (PP) | 125.828 | Eleito 2º turno      |
| 2006 | Estaduais no Amapá  | Governador        | PDT     | União pelo Amapá (PDT,PP,PMDB,PSC,PV,PRONA)                                 | Pedro Paulo Dias (PP) | 160.150 | Eleito 1º turno      |
| 2010 | Estaduais no Amapá  | Senador           | PDT     | O Trabalho Precisa Continuar (PDT,PP,PRB,PSL,PR,DEM,PHS,PCdoB,PTdoB)        | Hildo Fonseca (PDT)   | 106.751 | Não eleito 4º lugar  |
| 2014 | Estaduais no Amapá  | Governador        | PDT     | A Força do Povo (PDT,PP,PMDB)                                               | Papaléo Paes (PP)     | 220.256 | Eleito 2º turno      |
| 2018 | Estaduais no Amapá  | Governador        | PDT     | Com a força do povo por mais conquistas (PDT,PROS,PTB,MDB,DC,PRB,PCdoB,PMB) | Jaime Nunes (PROS)    | 191.741 | Eleito 2º turno      |

## Controvérsias

### Prisão na Operação Mãos Limpas
Em 10 de setembro de 2010, Waldez foi preso pela Polícia Federal, durante a Operação Mãos Limpas, com mais 18 pessoas envolvidas na investigação, entre servidores públicos, políticos e empresários. O político foi acusado de peculato, fraude em licitação e associação criminosa. Waldez foi solto da carceragem da Superintendência da Polícia Federal, em Brasília, junto ao vice, em 20 de setembro, dez dias depois de sua prisão. No decorrer do processo, todas as denúncias feitas pela Ministério Público foram rejeitadas pelo Superior Tribunal de Justiça, que considerou insuficiente a quantidade de provas que pudessem comprovar as acusações feitas sobre o político. Waldez foi inocentado em 2017, com o arquivamento de todas as denúncias.

### Campanha abusiva
Waldez Góes e o vice-governador Jaime Nunes foram acusados pelo Ministério Público Eleitoral de terem usado poderes político e econômico para levarem vantagem no pleito por sua reeleição em 2018. O MP Eleitoral pediu a condenação dos envolvidos à inelegibilidade e a cassação do registro ou diploma dos acusados por supostamente terem utilizado de forma indevida o programa Amapá Jovem, assim como as estruturas das polícias Militar e Civil e das secretarias de Estado da Inclusão e Mobilização Social e da Fazenda. Ainda foram relatadas coação de servidores públicos e funcionários da empresa pertencente a Jaime Nunes para pedirem votos e atuarem na campanha e o uso de um veículo de comunicação do estado para propagação massiva de pesquisa eleitoral que apontava Waldez Góes à frente dos demais candidatos, desequilibrando o pleito. Em nota, a assessoria jurídica de Waldez declarou que a “eleição foi totalmente baseada nos princípios legais do processo eleitoral” e negou que foram usadas “prerrogativas institucionais do cargo de governador do Estado para fazer campanha política”.

### Condenação por peculato
Em 2009, o Ministério Público Federal processou Waldez Góes pelo crime de peculato-desvio, segundo o MP, durante o primeiro período em que governou o Amapá, Waldez atrasou o pagamento a bancos dos valores recolhidos na folha de pagamento de funcionários públicos que haviam tomado empréstimos consignados, utilizando-os para saldar outras dívidas públicas.
Nesse sentido, um dos argumentos que giram em torno do caso, como o expresso pelo ministro João Otávio de Noronha, colocam que a prática referida na acusação afeta o mercado, aumentando o risco para as instituições financeiras e, consequentemente, podendo privar os servidores públicos do benefício de adquirir o empréstimo. Entretanto, em oposição, o relator e ministro Mauro Campbell instigou outro argumento, dizendo que os recursos foram usados para saldar parte da dívida do ente estatal, não existindo provas o suficiente para garantir a utilização indevida do dinheiro em proveito próprio ou alheio, e, dessa forma, não computando crime de peculato-desvio.
Por fim, em 6 de novembro de 2019, o Superior Tribunal de Justiça condenou Waldez Góes a seis anos e nove meses de reclusão, em regime semiaberto, à perda do cargo, e a pagar multa e a restituir 6,3 milhões de rais ao erário. Segundo a defesa do governador, apesar da condenação, Waldez reitera sua inocência e tem a consciência tranquila porque não houve prática de desvio de recursos públicos, apurado e reconhecido pela própria Corte.

Em 2020, o então presidente do Supremo Tribunal Federal, ministro Dias Toffoli, suspendeu o andamento da ação penal. Em liminar, o ministro considera que o STJ não tem competência para julgar o caso, determinando que o relator do processo no STF, ministro Roberto Barroso, aprecie o caso.